# Kurowo (województwo kujawsko-pomorskie)
Kurowo – kolonia w Polsce, w województwie kujawsko-pomorskim, w powiecie lipnowskim, w gminie Wielgie.
Do 31 grudnia 2024 miejscowość była przysiółkiem wsi Złowody.